# Distretto di Cachachi
Il distretto di Cachachi è uno dei  distretti della provincia di Cajabamba, in Perù. Si trova nella regione di Cajamarca e si estende su una superficie di 820,81 chilometri quadrati.

Istituito l'11 febbraio 1855, ha per capitale la città di Cachachi; al censimento 2005 contava 24.865 abitanti.